# حسن جعفری‌تبار
حسن جعفری‌تبار (متولد ۱۳۴۶) حقوق‌دان ایرانی و دانشیار دانشگاه تهران است. او برای نظراتش در زمینهٔ استدلال و تفسیر حقوقی شناخته‌شده‌است.

## تحصیلات و فعالیت‌ها
جعفری‌تبار کارشناسی ارشد حقوق را در سال ۱۳۷۴ از دانشگاه تهران دریافت کرد
و دورهٔ دکتری حقوق را با نگارش رساله‌ای با عنوان نقش ظهور در تفسیر حقوقی یا مبانی فلسفی تفسیر حقوقی به‌راهنمایی ناصر کاتوزیان در سال ۱۳۸۰ در همین دانشگاه به پایان برد.
جعفری‌تبار از برگزیدگان هشتمین دورهٔ جشنواره آموزش دانشگاه تهران بود.

## آثار
- کاغذین جامه: آیین نگارشِ لایحهٔ قضایی، حسن جعفری‌تبار، ناشر: نگاه معاصر
- دیو در شیشه: در فلسفه رویه قضایی، حسن جعفری‌تبار، ناشر: نگاه معاصر
- مسئولیت مدنی کالاها، حسن جعفری‌تبار، ناشر: نگاه معاصر
- ملک معنی در کنار: در فلسفه حقوق مالکیت فکری، حسن جعفری‌تبار، ناشر: شرکت سهامی انتشار
- فلسفه تفسیری حقوق، حسن جعفری‌تبار، ناشر: شرکت سهامی انتشار
- در دلو آفتاب: تأثیر قرآن و حدیث بر ادب فارسی، حسن جعفری‌تبار، ناشر: شرکت سهامی انتشار
- مبانی فلسفی تفسیر حقوقی، ناصر کاتوزیان (مقدمه)، حسن جعفری‌تبار، ناشر: گنج دانش
- منطق حیرانی: در باب استدلال حقوقی، حسن جعفری‌تبار، ناشر: آسیم، فرهنگ نشر نو
- بر منهج عدل: مقالات اهدا شده به استاد دکتر ناصر کاتوزیان، حسن جعفری‌تبار (به اهتمام)، ناشر: دانشگاه تهران، مؤسسه انتشارات